# Lançador múltiplo de foguetes

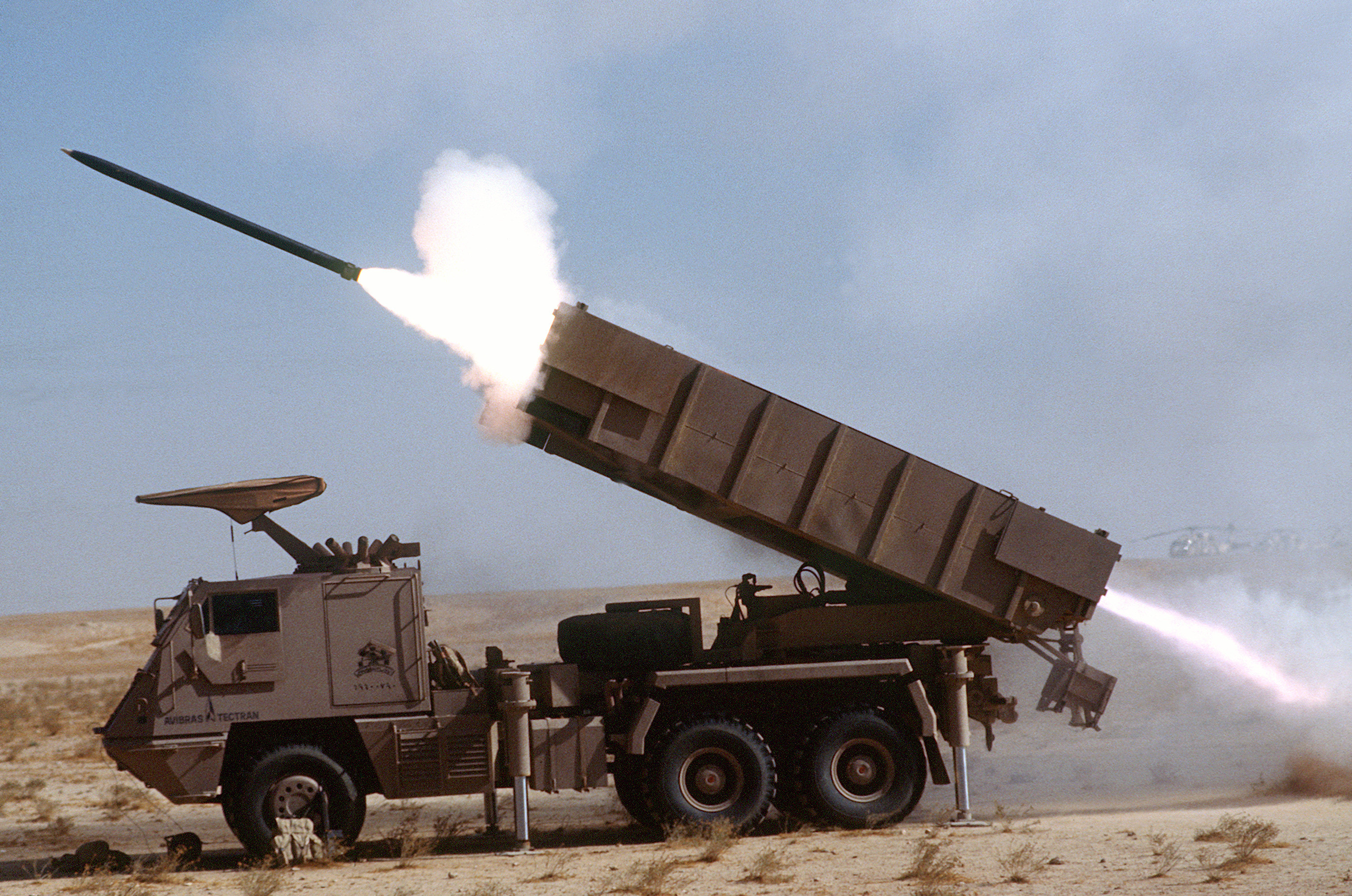
Avibras ASTROS II, um moderno LMF de origem brasileira, utilizado pelo Brasil e mais outros 7 países.

O Lançador Múltiplo de Foguetes (LMF) é um sistema de artilharia de foguetes. Geralmente, LMF são sistemas de artilharia de lançamento de foguetes de pequeno, médio ou grande porte montados sobre carros de combate ou caminhões adaptados para essa tarefa.
A principal função do LMF é dar suporte ao exército. Como uma artilharia, sua função é de destruir alvos fortificados, carros de combate e soldados inimigos. Foguetes modernos podem usar o GPS ou de navegação por inércia, para combinar as vantagens de foguetes com alta precisão.

## História

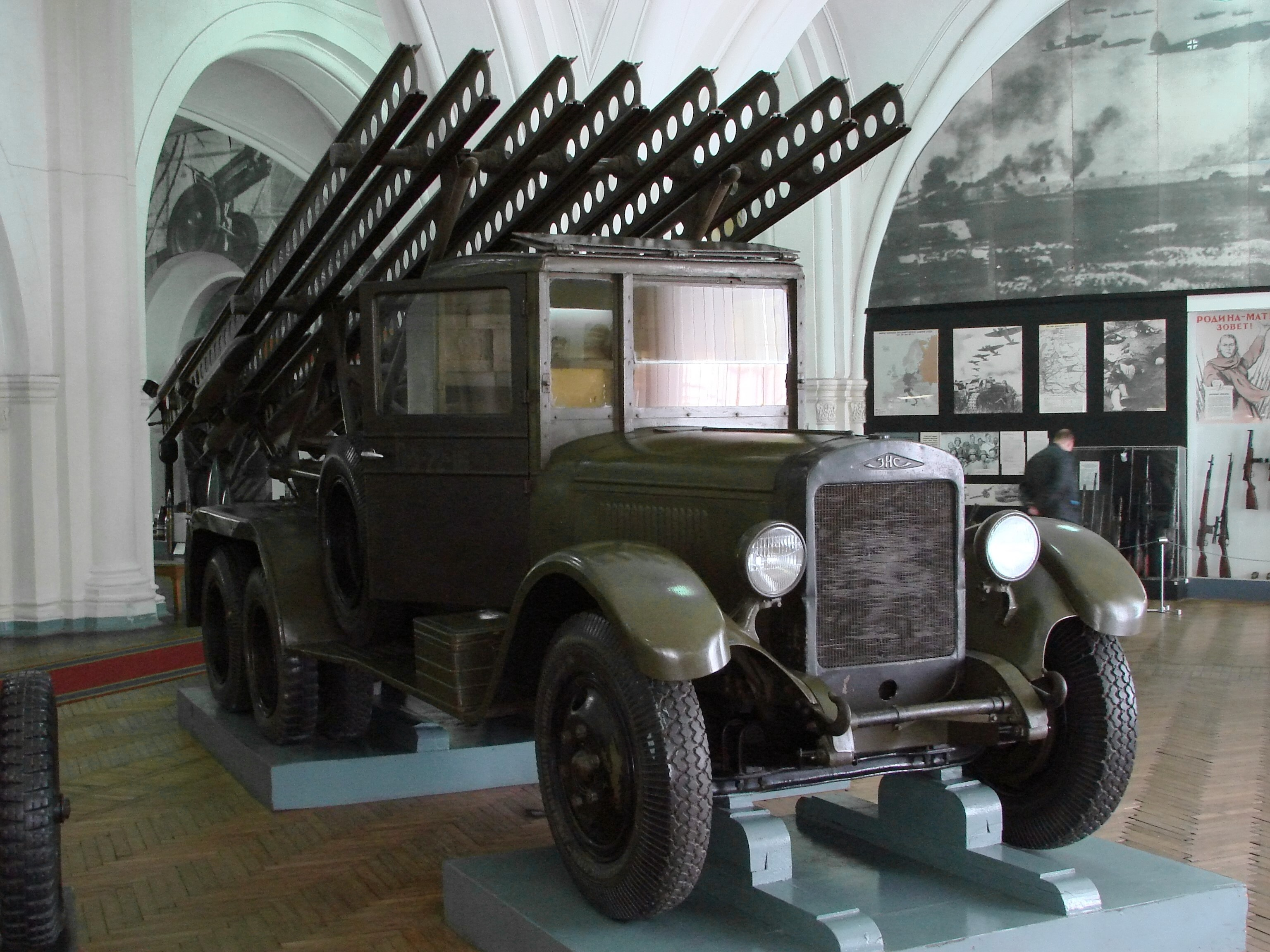
BM-13 Katyusha, montado sobre um caminhão ZIS-6.

Os primeiros lançadores múltiplos de foguetes foram feitos na Dinastia Song, na China. Foi um projeto primitivo, onde várias flechas de fogo eram disparadas a partir de uma caixa de pólvora. Uma versão mais avançada surgiu mais tarde na Coreia durante a Dinastia Joseon.

### Segunda Guerra Mundial
Os primeiros lançadores múltiplos de foguetes autopropulsados foram os soviéticos Katyushas, utilizados pela primeira vez durante a Segunda Guerra Mundial, posteriormente exportados para os aliados mais tarde. Eles eram sistemas simples no qual uma cremalheira de trilhos de lançamento era montada na parte de trás de um caminhão. Esse sistema definiu o modelo para modernos lançadores múltiplos de foguetes utilizados hoje.
Os norte-americanos montaram lançadores tubulares em cima M4 Sherman, criando assim o T34 Calliope.